# The Week in Chess
The Week in Chess (sovint citat amb l'acrònim TWIC) és un dels primers llocs de notícies i serveis d'escacs per internet.
TWIC ha estat editat per Mark Crowther des de la seva creació, el 1994. Va començar com a usenet setmanal, i el "TWIC 1" va ser posat al grup d'Usenet rec.games.chess el 17 de setembre de 1994. Més tard es va moure al lloc web personal de Crowther, i posteriorment cap a la seva localització actual a chesscenter.com.
Conté tant notícies d'escacs com els quadres de resultats dels principals torneigs.
TWIC va esdevenir ràpidament molt popular entre els jugadors d'escacs professionals, perquè els permetia de conèixer ràpidament els resultats de torneigs i partides, que abans només podien saber mitjançant publicacions escrites.
TWIC existeix encara com a setmanari, tot i que en cas d'esdeveniments importants, és actualitzat diàriament.